# Linares (Mexiko)
Linares ist eine Stadt mit etwa 70.000 Einwohnern im Osten des Bundesstaats Nuevo León im Nordosten Mexikos. Die Stadt ist der Sitz des gleichnamigen Municipios mit etwa 85.000 Einwohnern. Außerdem ist Linares Sitz eines Bistums und seit dem Jahr 2015 als Pueblo Mágico eingestuft.

## Lage und Klima
Linares liegt in den Bergen der Sierra Madre Oriental in einer Höhe von ca. 355 m und ist etwa 150 km (Luftlinie) von der Küste des Golfs von Mexiko entfernt. Die Millionenstadt Monterrey ist ca. 130 km in nordwestlicher Richtung entfernt; Mexiko-Stadt liegt knapp 850 km (Fahrtstrecke) südlich. Das in hohem Maße vom Golf von Mexiko beeinflusste Klima ist meist schwülwarm; Regen (ca. 700 mm/Jahr) fällt überwiegend im Sommerhalbjahr.

## Bevölkerungsentwicklung
| Jahr      | 2000   | 2020   |
| Einwohner | 53.681 | 70.378 |

Ein Großteil der Einwohner stammt aus den Dörfern der Umgebung; man spricht neben spanisch vereinzelt auch noch Nahuatl-Dialekte. Mit ausländischen Touristen spricht man meist Englisch etc.

## Wirtschaft
Die Umgebung von Linares war lange Zeit eines der Hauptanbaugebiete für Zuckerrohr. Heute dominieren Orangenbäume und Rinderzucht; die Industrie besteht vor allem aus Montagebetrieben (maquilas). In den 1980er und 1990er Jahren sind in Linares die Fakultäten für Geologie und Forstwissenschaften der Autonomen Universität des Bundesstaats Nuevo León (Universidad Autónoma de Nuevo León, UANL) mit Hilfe der GTZ entstanden. Weiterhin besteht in Linares eine Außenstelle der Fakultät für Rechnungswesen der UANL.

## Geschichte
Linares wurde im Jahr 1712 als Villa de San Felipe de Linares gegründet. Der Name „Felipe“ bezieht sich auf den Apostel Philippus, er wurde aber auch zu Ehren des spanischen Königs Philipp V. gewählt. Auch der damalige Vizekönig von Neu-Spanien, Fernando de Alencastre, Graf von Linares, trug letztlich zum Stadtnamen bei. Im Jahr 1777 wurden die Stadtrechte verliehen. Seit demselben Jahr ist die Stadt ein Katholischer Bischofssitz.
Im Oktober 2011 wurden, nach einer Welle von Entführungen und Erpressungen in der Region, sämtliche Polizeikräfte der Stadt (insgesamt mehr als 100) zur Überprüfung einer möglichen Verwicklung in die Vorgänge festgenommen.

## Sehenswürdigkeiten
- Die Hauptsehenswürdigkeiten der Stadt gruppieren sich um den Parque Principal (auch Plaza de Armas).
- Die im Jahr 1770 fertiggestellte und ursprünglich vom Franziskanerorden als Missionskirche geplante Catedral de San Felipe Apóstol, die barocke Elemente mit klassizistischen vereinigt. Im Jahr 2008 stürzte der Glockenturm (campanario) ein; er wurde jedoch zügig erneuert.
- Der Palacio Municipal ist ein Bau aus der zweiten Herrschaftszeit des Diktators Porfirio Díaz (1874–1911). Architektonisch sind englische Einflüsse unubersehbar.
- Das Casino de Linares entstand im späten 18. Jahrhundert.
- Gleiches gilt für die Botica Morelos, eine Art Apotheke mit ehemals zahlreichen Heilmitteln aller Art.
- Das Museo de Linares präsentiert Objekte der Stadtgeschichte.

## Persönlichkeiten
- Ignacio Morones Prieto (1899 oder 1900–1974), Politiker
- Lindolfo Delgado (* 1994), Boxer im Halbweltergewicht